# Trav, hopp och kärlek
Trav, hopp och kärlek är en svensk dramafilm från 1945 i regi av Ragnar Frisk. I huvudrollerna ses Rut Holm, Harry Persson och Gertrud Fridh.

## Om filmen
Filmen premiärvisades på biografen Saga i Strängnäs 26 september 1945. Travscenerna filmades på Jägersros travbana i Malmö. 

## Rollista i urval
- Rut Holm - Malin, hushållerska på godset Bokegård
- Harry Persson - Lars Thunell, hästskötare på Bokegård
- Gertrud Fridh - Rose-Marie Nilsson
- Ulla Norgren - Maja Karlsson, piga på Bokegård
- Stina Ståhle - Ebba Malmin
- Sonja Stjernquist - Britta, Rose-Maries yngre syster
- Eric Malmberg - Måns Nilsson, Rose-Maries och Brittas far, ägare till Bokegård
- Sten Sture Modéen - Bo Ek, journalist
- Hilding Rolin - John Malmin, ägare till Kungsberga säteri, Ebba Malmins make
- Gabriel Rosén - Viktor Andrén, tränare på Bokegård
- Åke Askner - Sten Ask, habitué på Jägersro
- Hans Lindgren - Pelle, stallpojke på Bokegård
- Per Björkman - Jöns, dräng på Bokegård

## Musik i filmen
- "Ge mej en vän", kompositör Ernfrid Ahlin, text Roland, sång Rut Holm och Sonja Stjernquist.
- "Du Lasse, Lasse liten", kompositör och text Lille Bror Söderlundh, sång Rut Holm
- "Åh, Rose-Marie", kompositör Ernfrid Ahlin, text Roland, sång Harry Persson
- "Kärlek i travtakt", kompositör Ernfrid Ahlin, text Roland, sång Harry Persson och Rut Holm